# دار الجبل (جبلة)

تعديل مصدري - تعديل

دار الجبل محلة تابعة لقرية المجاملة، التابعة لعزلة الربادي بمديرية جبلة إحدى مديريات محافظة إب في الجمهورية اليمنية، بلغ تعداد سكانها 99 حسب تعداد اليمن لعام 2004.